# Feigenkegel
Der Feigenkegel oder die Feigen-Kegelschnecke (Conus figulinus) ist eine Schnecke aus der Familie der Kegelschnecken (Gattung Conus), die im Indopazifik verbreitet ist. Sie ernährt sich von Vielborstern (Polychaeta).

## Merkmale
Conus figulinus trägt ein mittelgroßes bis großes, festes bis schweres Schneckenhaus, das bei ausgewachsenen Schnecken 4,5 bis 13,5 cm Länge erreicht. Der Körperumgang ist bauchig kegelförmig bis breit bauchig kegelförmig oder birnförmig, der Umriss beim Apex konvex, zur Basis hin gerade bis leicht konkav, die rechte Seite sigmoid. Die Schulter ist gerundet. Das Gewinde ist meist niedrig, sein Umriss wechselnd s-förmig oder konkav. Die Nahtrampen des Teleoconchs sind flach bis leicht konvex mit vielen spiraligen Streifen. Der Körperumgang ist im Drittel an der Basis mit in wechselnden Abständen spiralig zwischen Rippen und Schnüren verlaufenden Rillen überzogen.
Die Grundfarbe des Gehäuses variiert von gelblich oder orange über rötlich bis gräulich oder schwärzlich-braun. Der Körperumgang ist mit durchgehenden, gelegentlich gestrichelten oder gepunkteten, in wechselnden Abständen spiralig verlaufenden braunen oder schwarzen Linien überzogen, die innerhalb eines schmalen Bandes unterhalb der Schulterkante fehlen. Dieser Bereich unter der Schulter kann sich in seiner Farbe deutlich von der angrenzenden Fläche des Körperumgangs unterscheiden und ist meist gelb bis dunkel rötlich-braun. Die Nahtrampen des Teleoconchs sind orange-braun bis schwärzlich-braun und dunkler als der Körperumgang, gelegentlich mit wechselnd breiten, unregelmäßig verlaufenden Radialstreifen. Die Gehäusemündung ist weiß bis bläulich-weiß.
Das durchscheinende bis undurchsichtige, entweder einheitlich raue oder mit erhabenen spiraligen Rippen überzogene Periostracum ist braun. Das Operculum ist eiförmig. Radular teeth with an adapical barb opposite to a blade; serration longer than blade (Peile, 1939).
Die mit einer Giftdrüse verbundenen Radula-Zähne haben an der Spitze einen Widerhaken und auf der Gegenseite eine Schneide, über deren Länge hinaus kleine Zähnchen sitzen.

## Verbreitung und Lebensraum
Conus figulinus ist im Indopazifik von der Küste KwaZulu-Natals und Tansanias über Madagaskar, die Maskarenen, Mauritius, Indien, Indonesien und die Philippinen bis nach Fidschi, Neukaledonien, die Salomonen, Vanuatu, Japan und Australien (Queensland) verbreitet, fehlt aber im Roten Meer. Er lebt in der Gezeitenzone und etwas darunter an halb oder vollständig geschützten Orten auf sehr feinem Sand, oft zwischen Pflanzenbewuchs.

## Entwicklungszyklus
Wie alle Kegelschnecken ist Conus figulinus getrenntgeschlechtlich, und das Männchen begattet das Weibchen mit seinem Penis. Das Weibchen legt Gelege ab, bei denen die ersten rund 5 Kapseln weder Eier enthalten noch Schlupföffnungen haben und im weichen Substrat vergraben werden, wodurch die restlichen Kapseln eine Verankerung haben. Die Kapseln bilden ein sich unregelmäßig verzweigendes Gelege, an welches das Weibchen scheinbar zufällig weitere Kapseln heftet. Die Oberfläche der Kapseln ist regelmäßig gefurcht. Die vergrabenen leeren Kapseln sind etwa 16 bis 19 mm lang und 7 bis 12 mm breit und wechseln in ihrer Form. Die eihaltigen Kapseln sind etwa 18 bis 19 mm lang und 11 bis 13 mm breit und enthalten in Sri Lanka etwa 5700 bis 8600 Eier pro Kapsel, wobei ein Ei etwa 190 bis 210 µm groß ist. Hieraus wird geschlossen, dass die Veliger-Larven mindestens 23 Tage lang frei schwimmen, bevor sie niedersinken und zu kriechenden Schnecken metamorphosieren.

## Ernährung
Die Beute von Conus figulinus besteht aus Vielborstern, die er mit seinen Radulazähnen sticht und mithilfe seines Gifts aus der Giftdrüse immobilisiert.